# Planescape

Planescape est un décor de campagne médiéval-fantastique pour le jeu de rôle Advanced Dungeons & Dragons 2e édition, créé en  1994.
Sa particularité, parmi les autres décors de campagne de D&D, est de comprendre toute une cosmologie qui englobe tous les autres univers de Donjons et Dragons. Il est permis de voyager entre ces univers, ou plans, par magie. Le moyen le plus pratique est de traverser des portes interdimensionnelles. 
On retrouve ce décor de campagne dans le jeu vidéo Planescape: Torment de Black Isle Studios.

## Historique
Planescape tire ses bases de la cosmologie de la première édition d'Advanced Dungeons and Dragons et de son Manual of the Planes, publié en 1987 (non traduit en français). D'après ces sources, les plans sont là où vont les âmes des trépassés, là d'où viennent certaines créatures telles que les anges, démons, et élémentaires, et là où vivent les dieux. Il était aussi possible de voyager entre deux points du plan Primaire (qui comprend les univers "normaux" de Donjons et Dragons) en traversant un autre plan.
Dans les années 1980, le jeu D&D était dans le collimateur d'associations américaines qui affirmaient que ce jeu était une passerelle vers des cultes sataniques. C'est pourquoi l'éditeur TSR décida en 1989, pour la seconde édition des Règles avancées de Donjons et Dragons, de supprimer les références  aux démons, diables et anges, et la cosmologie passa au second plan.
Cependant, les demandes des fans furent assez fortes pour que soit décidé la création d'un décor de campagne complet sur le thème des plans parallèles. Planescape fut ainsi publié en 1994 en anglais, et vit une édition française. De nombreux suppléments furent publiés et traduits jusqu'en 1998, quand la gamme fut stoppée.
Depuis, des fans ont tenté officieusement d'adapter les règles de Planescape à la troisième édition de Donjons et dragons, parue en 2000. Ces adaptations sont disponibles sur Internet en anglais.
Planescape a inspiré un jeu vidéo, Planescape: Torment, en 1999.

## Cosmologie
L'univers (ou peut-être faudrait-il parler de multivers) de Planescape est composé de plusieurs plans d'existence, qui sont reliés entre eux par des portails. Il existe plusieurs types de plans :

### LePlan Primaire
Le plan primaire est le plan où se déroulent la plupart des aventures « classiques » de D&D. C'est un univers semblable au nôtre, avec l'espace, ses étoiles et ses planètes. Il comporte plusieurs "Sphères de cristal" dont chacune correspond à l'un des décors de campagnes « classiques » de D&D, tels que Lancedragon, les Royaumes oubliés ou Athas (mais pas Ravenloft, qui se trouve sur le plan Éthéré).

### Lesplans Extérieurs
Les dix-sept plans extérieurs sont formés par les croyances des mortels du plan primaire. Ce sont les lieux où se trouvent les âmes des morts, les divinités, et aussi les créatures qui sont définies par leur alignement, telles que les anges bons (eladrins, devas et archons), les démons chaotique mauvais (tanar'ri), les diables loyaux mauvais (baatezu), les modrons loyaux neutres ou les slaads chaotiques neutres. Ces plans ont chacun un alignement propre. On représente généralement leur disposition sous la forme d'une roue, chaque plan étant contigu aux deux autres plans dont l'alignement est le plus proche du sien. L'Outreterre, le plan d'alignement neutre strict, est proche de tous les autres plans extérieurs. Des portails relient les plans proches entre eux.
La plupart des plans extérieurs sont divisés en sous-plans, qu'on appelle des strates.
- Les Élysées : Neutre Bon

Les Élysées sont le plan du bien le plus pur, libre de l'influence du chaos et de l'ordre. Le plan est divisé en quatre strates, toutes parcourues par le fleuve Océan (excepté la quatrième, qui est elle-même un gigantesque océan). Pour se déplacer rapidement dans les Élysées, il est important de réaliser régulièrement de bonnes actions (les occasions se présentent spontanément). Ceux qui s'y refusent progressent beaucoup plus lentement. Les Élysées sont habités par les Guardinals, l'une des créatures célestes. En apparence, les guardinals sont mi-humanoïdes, mi-animaux.
- Les Terres des bêtes : Neutre (Chaotique) Bon

Les Terres des Bêtes, comme leur nom l'indiquent, sont essentiellement peuplés d'animaux. Il est même possible d'y trouver quelques dinosaures. Beaucoup de ces animaux étaient en fait des humains qui, après leur mort, se sont retrouvés sur les Terres des Bêtes. Ce changement n'a pas affecté leur intelligence et certains d'entre eux peuvent même lancer des sorts. Les Terres des Bêtes sont divisées en trois strates : la première connaît un jour éternel, la deuxième reste perpétuellement au crépuscule et la troisième est plongée dans une nuit sans fin. Chaque espèce animale est protégée par un Seigneur Animal qui veille à sa survie.
- L'Arborée : Chaotique Bon

L'Arborée est un plan peu civilisé, où la nature est peuplée d'esprits et où les habitants se laissent fréquemment emporter par leurs passions. Il est divisé en trois strates. La première - de loin la plus fréquentée - est dominée par le mont Olympe, où règnent les divinités grecques et elfiques. La deuxième est un univers essentiellement sous-marin alors que la troisième n'est plus qu'un désert, dont le passé reste obscur. Beaucoup de créatures de la mythologie grecque se retrouvent en Arborée. Les Eladrins, un peuple céleste et féerique, habitent le plan.
- Ysgard : Chaotique Neutre (Bon)

Ysgard est un plan batailleur, dominé par la mythologie nordique. Le plan tout entier - divisé en trois strates - se compose de masses pierreuses flottantes, dont certaines ont la taille de continents. La plupart des habitants pratiquent l'art de la guerre et reviennent à la vie lorsqu'ils ont été tués sur le champ de bataille.
- Les Limbes : Chaotique Neutre

Les Limbes sont un plan informe, sans strate, où tous les éléments se mélangent dans une sorte de soupe visqueuse. Un effort de concentration maintenu permet à une créature intelligente d'imposer une forme cohérente au chaos qui l'entoure, ce qui est généralement nécessaire à sa survie. Les principaux habitants des Limbes sont les Slaads, ressemblant à des hommes-crapauds et particulièrement agressifs, et les Githzeraï, des humanoïdes vivant regroupés dans de grandes cités.
- Le Pandémonium : Chaotique Neutre (Mauvais)

Le Pandémonium est un réseau de cavernes et des tunnels gigantesques, plongés dans l’obscurité et balayé par un vent incessant et assourdissant. Y séjourner trop longtemps nuit à la santé mentale. Pour cette raison, il s’agit de l’un des plans les moins habités. Le Pandémonium se divise en quatre strates, la dernière étant extrêmement difficile d’accès.
- Les Abysses : Chaotique Mauvais

Les Abysses se composent d’un nombre inconnu - et peut-être infini - de strates. Plusieurs centaines ont en tout cas été recensées. Les strates sont très différentes les unes des autres, ce qui interdit toute description globale. Elles se caractérisent cependant par leur inhospitalité et il est virtuellement impossible de survivre dans certaines d’entre elles. Les principaux habitants sont les Tanar’ris, l’une des principales créatures de fiélons. Les tanar’ris sont innombrables, extrêmement sauvages et cruels. Ils sont plongés dans une guerre éternelle - la Guerre du Sang - avec les Baatezus. Certains tanar’ris sont parvenus à atteindre un statut quasi-divin, voire à devenir de véritables dieux. Ils règnent généralement sur une strate entière des Abysses.
- Les Carcères : Neutre (Chaotique) Mauvais

Le plan des Carcères prend la forme d’une succession - peut-être infinie - de gigantesques sphères. Il se divise par ailleurs en six strates, les sphères étant de taille différentes dans chacune d’elles. Les Carcères sont en quelque sorte une immense prison : les personnes qui s’y retrouvent après leur mort ne peuvent jamais en partir. Beaucoup de magiciens, et même des dieux, choisissent les Carcères pour y bannir leurs ennemis. Les captifs les plus notables sont les Titans, emprisonnés là par les divinités grecques. Un peuple de fiélons, les gehreleths, habitent les Carcères. Ils n’en existe que dix mille, mais ceux d’entre eux qui sont tués sont aussitôt remplacés.
- La Gaste Grise : Neutre Mauvais

La Gaste Grise draine les couleurs et les émotions. Tout y est gris. Ceux qui y passent trop de temps perdent progressivement leurs sentiments et leur volonté de vivre, devenant des sortes de zombies qui finissent par être absorbé par le plan. La Gaste Grise est le champ de bataille principal de la Guerre Sanglante (Baatezus et Tanar’ris sont immunisés à ses effets néfastes). Il s’y trouve également une tour haute de plusieurs kilomètres, Khin-Oïn, qui appartient aux Yugoloths. La Gaste Grise se divise en trois strates. La deuxième est fortement liée à la mythologie nordique et la troisième à la mythologie grecque.
- La Géhenne : Neutre (Loyal) Mauvais

La Géhenne se divise en quatre strates, qui ont chacune la forme d’un gigantesque volcan. C’est un plan brutal, où seuls les forts peuvent survivre. L’un des principaux peuples de fiélons, les Yugoloths, y réside, bien qu’ils soient d’alignement neutre mauvais. Les Yugoloths offrent leurs services de mercenaires aux Baatezus comme aux Tanar’ris, mais ont leurs propres desseins secrets. Ce sont sans doute les créatures les plus manipulatrices qui existent.
- Baator : Loyal Mauvais

Baator se divise en neuf strates assez différentes les unes des autres. C’est là qu’habite l’un des principaux peuples de fiélons, les Baatezus. Bien que maléfiques, ces créatures sont aussi extrêmement ordonnées. Elles aiment manipuler, tromper et oppresser les autres. Bien que les Baatezus soient nettement moins nombreux que les Tanar’ris, l’organisation supérieure de leurs armées maintient l’équilibre de la Guerre Sanglante. Les Baatezus sont dirigés par les Sombre Huit, eux-mêmes subordonnés aux Seigneurs des Neuf, qui dirigent chacun l’une des strates.
- L'Achéron : Loyal Mauvais (Neutre)

L'Achéron est le plan où règnent la guerre et l'aliénation qui l'accompagne. Il se compose de gigantesques cubes métalliques qui flottent dans l’espace, se déplacent constamment et se heurtent parfois. De grandes armées, notamment d’orques et de gobelins, s’y livrent des batailles sans fin. L'Achéron compte quatre strates.
- Méchanus : Loyal Neutre

Le plan de Méchanus est tout entier composés d'engrenages, dont la plupart sont de taille gigantesque. C'est le plan de l'ordre absolu. Y enfreindre la moindre loi peut être passible de mort. Méchanus est habité et plus ou moins administré par les modrones, des créatures partiellement métalliques, organisées en une hiérarchie stricte et ne concevant même pas l'idée de la désobéissance. Primus, le dirigeant des modrones, possède des pouvoirs quasi-divins. Méchanus n'est pas divisé en strates.
- L'Arcadie : Loyal Neutre (Bon)

Les habitants de l'Arcadie décrivent eux-mêmes leur plan comme celui de l'harmonie parfaite. Le cadre est pastoral, mais la nature et le climat y suivent des règles. De nombreuses patrouilles veillent pour empêcher la moindre intrusion de créatures maléfiques. Les habitants de l'Arcadie sont généralement peu tolérants vis-à-vis de ceux qui ne partagent pas leur point de vue. Cette intolérance a atteint un tel niveau qu'elle a affecté l'alignement de toute une partie du plan : alors que l'Arcadie comptait à l'origine trois strates, la troisième fait désormais partie de Méchanus.
- Le Mont Céleste : Loyal Bon

Le Mont Céleste est une gigantesque montagne, entouré d'un immense océan. Les sept strates correspondent à divers niveaux de la montagne. La septième, la plus élevée, reste un mystère complet. Le Mont Céleste attache beaucoup d'importance à l'amélioration personnelle et à la lutte contre le mal. Plusieurs ordres guerriers, incluant généralement des paladins, y résident. On y trouve également les archontes, l'un des peuples célestes. Les défunts qui parviennent au Mont Céleste deviennent des archontes.
- La Bytopie : Neutre (Loyal) Bon

La Bytopie se compose de deux strates, l'une en face de l'autre. Leur gravité est totalement opposée. Des aiguilles rocheuses relient les deux strates. Le travail honnête est la chose la plus prisée en Bytopie. L'artisanat et le commerce y sont extrêmement développés. Les aventuriers, en revanche, ne jouissent pas d'une grande considération. Les gnomes habitent le plan en grand nombre.
- L'Outreterre : Neutre Strict

L'Outreterre est le plan extérieur central, également proche des seize autres. Ses habitants sont nombreux et divers. On y trouve notamment le panthéon celtique, mais aussi les Rilmanis, un peuple voué à la préservation de l'équilibre contre les extrêmes. L'Outreterre est dominée par une immense aiguille rocheuse, au sommet de laquelle se trouve la cité de Sigil. Bien que le plan ne soit pas divisé en strates, l'utilisation de la magie est de plus en plus restreinte à mesure que l'on s'approche de l'aiguille.
- Sigil

Sigil appartient au plan de l'Outreterre, mais ses portails innombrables lui donnent une importance considérable. C'est une cité située à l'intérieur d'une structure en forme de pneu. Elle est protégée des influences extérieures par une entité mystérieuse, la Dame des Douleurs. Les factions, des groupes politiques et philosophiques, administrent la cité. Les portails de Sigil donnent accès à tous les plans, ce qui la rend extrêmement précieuse pour les aventuriers.

### LesPlans Intérieurs
| Modèle des plans d'existence élémentaires, para-élémentaires et quasi-élémentaires dans Planescape. - 1 : plan d'Énergie positive ; - 2 : plan du Feu ; - 3 : plan de la Terre ; - 4 : plan de l'Eau ; - 5 : plan de l'Air ; - 6 : plan d'Énergie négative ; - plan quasi-élémentaires : - I : Magma (Feu & Terre), - II : Vase (Eau & Terre), - III : Glace (Air & Eau), - IV : Fumée (Air & Feu) ; - plan para-élémentaires : - a : Radiance (Positif et Feu), - b : Mineraux (Positif et Terre), - c : Vapeur (Positif et Eau), - d : Foudre (Positif et Air) ; - e : Cendres (Négatif et Feu), - f : Poussière (Négatif et Terre), - g : Sel (Négatif et Eau), - h : Vide (Négatif et Air). |

Les plans intérieurs sont ceux d'où provient la matière première des autres plans, en particulier le plan primaire. Ils sont essentiellement composés d'une seule matière et peuplés par des créatures élémentaires. Les conditions de survie y sont généralement difficiles — voire presque impossibles — pour les êtres vivants normaux ne disposant pas du secours de la magie.
Les Plans d'Énergie sont au nombre de deux : le Plan d'Énergie Positive, qui est plein d'une énergie vitale illimitée, et le Plan d'Énergie Négative, auquel sont liés la plupart des morts-vivants. Paradoxalement, le Plan d'Énergie Positive est le moins habité des deux : l'énergie vitale y est si intense qu'elle provoque la combustion spontanée des êtres vivants qui y pénètrent. À l'opposé, le Plan d'Énergie Négative est habité par de nombreux morts-vivants, généralement incorporels.
Les Plans Élémentaires sont quatre, soit un pour chacun des quatre éléments : Eau, Terre, Feu et Air. Ils sont presque entièrement composés d'un seul élément. Le Plan de l'Air est un ciel infini où flottent de rares îles de terre et où le sens de la gravité peut être différent pour chaque personne. Le Plan du Feu est une mer de flammes infinie à l'atmosphère irrespirable et à la chaleur invivable sans protection magique. Le Plan de l'Eau est un océan sans surface ni gravité, et le Plan de la Terre est intégralement composé de pierre et de terre, avec quelques bulles d'un autre élément où la gravité se dirige toujours vers l'extérieur de la bulle.
Les Plans Para-Élémentaires, qui sont situés à l'intersection des Plans Élémentaires et sont également au nombre de quatre : ces plans sont ceux de la Glace, du Magma, de la Fumée et de la Vase.
Les Plans Quasi-Élémentaires sont situés à l'intersection de chacun des Plans Élémentaires avec les Plans d'Énergie. Les quatre Plans Quasi-Élémentaires positifs sont ceux de la Foudre, des Minéraux, de la Radiance et de la Vapeur. Les Plans Quasi-Élémentaires négatifs sont ceux du Sel, de la Poussière, de la Cendre et du Vide.

### Les Plans transitoires
Le Plan Éthéré relie le Plan Primaire aux Plans Intérieurs. Il semble entièrement fait d'un épais brouillard. Il faut distinguer entre l'Ethéré Proche, où il est possible de distinguer les éléments du plan adjacent, et l'Ethéré Profond et sans forme. On trouve de nombreux demi-plans sur le Plan Ethéré. Il s'agit de mondes obéissant à leurs propres règles, comme les plans, mais limités en taille. Certains ont été créés par de puissants magiciens. D'autres, tels le Demi-Plan de Ravenloft, sont d'origine incertaine.
Le Plan Astral relie le Plan Primaire aux Plans Extérieurs. C'est un immense vide argenté où tout n'est que pensée. Les êtres vivants qui y viennent ne vieillissent plus et n'ont pas besoin de se nourrir. Les caractéristiques mentales y remplacent les caractéristiques physiques. Les principaux habitants sont les githyankis, un peuple d'humanoïdes maléfiques. C'est aussi sur le Plan Astral que se retrouvent les restes des dieux morts, qu'ils aient été tués par d'autres dieux ou aient simplement perdu tous leurs adorateurs.

## Créatures
Les personnages joueurs peuvent être planaires ou primaires, selon qu'ils proviennent du plan primaire ou d'un autre plan. Parmi les primaires se trouvent tous les peuples classiques de D&D, telles que les humains, les elfes et les nains. Il existe aussi plusieurs créatures planaires disponibles :
Bariaure
Les Bariaures ressemblent à des centaures, mais sont des hybrides homme-bélier plutôt que homme-cheval. La tête des mâles est ornée de cornes, dont ils peuvent se servir comme arme. En règle générale, les bariaures sont de nature chaotique, joyeuse et bagarreuse.
Githzéraï
Les Githzéraïs sont des humanoïdes habitant essentiellement les Limbes. Bien que penchant fortement vers le chaos, ils attachent beaucoup d'importance à leurs communautés. Leurs ennemis jurés sont les Githyankis, avec lesquels ils ne formaient pourtant jadis qu'un seul peuple. Ils haïssent également les illithids, qui les tenaient en esclavage à cette époque. De façon générale, les githzéraïs sont de caractère plutôt sombre, réservé et fort peu portés sur l'humour.
Modrone Renégat
Il arrive qu'un modrone de Méchanus prenne conscience de son individualité et cesse de respecter l'ordre rigide auquel il était soumis. La manière dont se produit cette transformation est peu claire, mais on désigne ces anomalies sous le terme de modrone renégat. Les modrones normaux s'efforceront systématiquement de tuer les renégats qu'ils rencontreront. Malgré leur évolution, les modrones renégats demeurent des créatures extrêmement ordonnées, qui ont généralement du mal à comprendre les réactions des membres des autres espèces.
Aasimar
Les Aasimars descendent d'un demi-céleste, lui-même fruit d'une union entre un(e) mortel(le) et une créature céleste. Ils sont souvent d'une grande beauté, au point qu'on les prend parfois eux-mêmes pour des créatures célestes. Les aasimars sont généralement d'alignement bon, mais il y a des exceptions.
Tieffelin
Les Tieffelins ont dans les veines du sang de fiélon (un quart au plus).  Cet héritage maléfique se manifeste par quelques particularités physiques, généralement mineures. Les tieffelins tendent vers le mal et le chaos, mais c'est loin d'être une règle absolue. La plupart des gens ne leur font néanmoins pas confiance. Les tieffelins sont extrêmement individualistes et comptent avant tout sur eux-mêmes.
Génasi
Les Génasis sont le fruit d'une union entre un(e) mortel(le) et une créature élémentaire, généralement un génie. Ils ont des caractéristiques physiques qui rappellent l'élément auquel ils sont liés. Leur héritage particulier a tendance à rendre les génasis assez arrogants. Les quatre types de génasis connus sont liés aux quatre éléments principaux.

## Factions
Il est proposé à chaque personnage planaire d'appartenir à une faction. Ces factions définissent une philosophie de vie ou une conception du multivers ; elles accordent des bonus et malus aux personnages en faisant partie.
Les factions sont particulièrement présentes à Sigil, où elles jouent un rôle politique important. Elles sont au nombre de 15 à l'époque traitée par la première édition de Planescape. Il est mentionné dans plusieurs suppléments que certaines factions ont disparu et apparu au cours des temps.
En plus des factions qui sont décrites dans la boîte de base de Planescape, il existe plusieurs sectes qui sont décrites dans des suppléments. Comme les factions, les sectes rassemblent chacune des personnes ayant un crédo ou une vision du multivers commun. La différence entre les factions et les sectes est que les sectes ne sont pas représentées à Sigil mais uniquement dans un ou plusieurs autres plans. Par exemple, les Ring-Givers sont décrits dans le supplément Planes of Chaos comme une secte surtout basée dans l'Ysgard et les Limbes, et qui cherchent le bonheur dans la pauvreté et le don de ses possessions à autrui.

### Dans le cadre initial
- Les Adorateurs de la Source considèrent que l'existence est un test. Ils consacrent une grande partie de leur temps à se perfectionner eux-mêmes. Les Adorateurs de la Source croient en la réincarnation : ils pensent que ceux qui réussissent leur existence présente renaîtront sous une forme plus élevée. À terme, ils croient qu'il est possible pour un mortel de devenir un dieu, et pour un dieu d'atteindre un statut encore supérieur. Leur conviction - comme souvent dans l'univers de Planescape - est auto-réalisatrice. À Sigil, ils dirigent la Fonderie.
- Les Athars nient que les puissances soient réellement des divinités. Pour eux, ce ne sont que des créatures extrêmement puissantes, qui agissent égoïstement et ne méritent pas d'être vénérées. Les puissances ne peuvent pas pénétrer dans Sigil, ce qui explique pourquoi la faction existe toujours. Les Athars ne rejettent pas l'existence d'une véritable divinité mais pensent qu'elle dissimule sa présence. Leur quartier général à Sigil est le Temple Ruiné, un ancien temple de la puissance morte Aoskar.
- La Morne Cabale a pour credo qu'il n'y a pas de raison à l'existence et que le multivers n'a aucun but. Ils sont par conséquent extrêmement apathiques et en proie à de fréquentes crises de dépression. Avec le temps, certains d'entre eux perdent complètement la raison. À Sigil, ils disposent de la Loge, où ils accueillent et prennent soin des aliénés qu'ils trouvent.
- L'Harmonium assure la police à Sigil. Sa doctrine vise à préserver l'ordre et instaurer l'harmonie pour le bien de tous. Malgré ces bonnes intentions, l'Harmonium se caractérise par un net manque de tolérance vis-à-vis de ceux qui ne pensent pas comme eux. L'Harmonium est directement responsable de la perte de la troisième strate de l'Arcadie, où la faction avait établi des camps d'internement de créatures chaotiques qu'elle essayait de "convertir".
- Les Rectifieurs sont dévoués à la cause de la justice et plus particulièrement au châtiment des criminels. La faction gère la prison de Sigil et se charge également de l'exécution des sentences. Les Rectifieurs font preuve d'une sévérité implacable et souvent excessive. Les dérives sont chose commune au sein de la faction.
- La Fraternité de l'Ordre croit que le multivers est régi par des lois, et se consacre à leur recherche et leur étude. La connaissance des lois, selon eux, mène au pouvoir absolu. Les membres de la Fraternité de l'Ordre administrent les tribunaux de Sigil.
- Les Marqués estiment que la possession est la chose la plus importante. Pour eux, chaque individu ne doit se reposer que sur sa force et sa volonté pour obtenir ce qu'il souhaite. Les Marqués méprisent la faiblesse. Ils n'accordent pas de compassion aux autres et n'en acceptent pas pour eux-mêmes. C'est à eux qu'incombe la collecte des taxes qui financent l'administration de Sigil, ainsi que la gestion des archives.
- L'Ordre Transcendental cherche à accomplir l'union de l'esprit et du corps. Ses membres agissent systématiquement selon leur instinct et mettent aussitôt en application les idées qui leur passent par la tête. Pour eux, le fait de réfléchir mène nécessairement à l'erreur. Leur quartier général à Sigil est le Gymnase.
- La Société des Sensations a pour doctrine la découverte du multivers par le biais de l'expérience et des sens. Les membres de la faction veulent voir, entendre, sentir, toucher, goûter et vivre tout ce qui est possible. Ils répètent rarement les mêmes expériences et se consacrent avant tout à en découvrir de nouvelles. Leur base à Sigil est la Salle des Fêtes.
- Les Hommes-Poussière croient que tout le monde est déjà mort. L'existence telle que les gens la perçoivent n'est qu'une pâle ombre de la véritable vie qui précède et dont il est impossible de se souvenir. Les Hommes-Poussière, convaincu que ce monde-ci n'offre que souffrance, s'efforcent de parvenir à la Vraie Mort, un état où disparaissent enfin toutes les sensations. Ils s'occupent de la Morgue à Sigil.
- La Libre Ligue ne se considère pas comme une véritable faction et elle n'a aucune sorte de hiérarchie. Elle rassemble des personnes qui souhaitent éviter d'appartenir à une autre faction. Les membres de la Ligue Libre chérissent avant tout leur liberté et leur indépendance. Leur rejet de l'autorité les fait fréquemment entrer en conflit avec l'Harmonium. Leur lieu de rencontre informel est le Grand Bazar.
- La Ligue Révolutionnaire est une faction qui reste dans l'ombre, d'où elle s'efforce de renverser toutes les autres factions. De son point de vue, toutes les autres factions sont en effet corrompues et placent leurs intérêts politiques au-dessus de leurs idéaux. Son organisation interne est fragmentée en petits groupes, qui ne coopèrent que rarement les uns avec les autres. Cette faction n'a pas de quartier général à Sigil ; son plan d'influence principal est les Carcères.
- Les Xaositectes prônent le chaos le plus total. Les membres de la faction agissent sans rime ni raison et apparaissent généralement complètement fous aux non-membres. Étrangement, les Xaositectes sont tout à fait capable d'œuvrer ensemble, bien que ce soit presque toujours pour causer du désordre. Les Xaositectes ont l'habitude de mélanger aléatoirement les mots de leurs phrases. Leur quartier général à Sigil s'appelle la Ruche.
- La Garde Fatale croit en l'entropie, l'érosion et la destruction progressive de tout ce qui compose le multivers. Certains des membres de la faction se contentent d'apprécier la beauté qu'ils trouvent à ce processus inexorable, mais beaucoup veulent y contribuer activement. La Garde Fatale est donc l'une des plus violentes des factions. Elle contrôle l'Armurerie de Sigil.
- Le Signe de l'Un place l'esprit et la personnalité au cœur du multivers. Les membres de la faction sont convaincus qu'ils imaginent ce qui les entoure. Le Signe de l'Un est fractionné en plusieurs sous-groupes, qui ont des divergences politiques et philosophiques. Certains membres de la faction pensent qu'il existe un seul et unique être, quelque part, qui imagine le multivers tout entier. À Sigil, ils ont pour quartier général la Chambre des Orateurs, où sont décidées les lois de Sigil.

### Après la guerre des factions
Le dernier supplément publié pour Planescape par TSR était Faction War, une courte campagne décrivant comment une bataille entre plusieurs factions au milieu de Sigil, en même temps que la disparition de la plupart de leurs chefs, les factols, menait à l'interdiction des factions dans Sigil par la Dame des Douleurs. Certaines des factions ont quitté Sigil, et d'autres ont simplement renoncé à leur statut de faction pour pouvoir y rester. À la suite de la crise, le Signe de l'Un et les Adorateurs de la Source ont fusionné en une organisation qui s'appelle the Mind's Eye (la Vision Intérieure en VF), tandis que les Rectifieurs se sont fractionnés en deux branches, the Sodkillers et the Sons of Mercy. De plus, the Ring-Givers, une secte originaire de l'Ysgard, est désormais devenue une faction. C'est ce nouveau background qui est employé par l'édition amateur proposée par le site internet planewalker.com.